# Kisvirágú tamariska
A kisvirágú tamariska (Tamarix parviflora) a tamariskafélék (Tamaricaceae) családjához tartozó fás szárú növényfaj. A tamariskafélék egyik faja, amely akár az 5 méteres magasságot is elérheti. Örökzöld fa, mely Délkelet-Európában honos. A kerti tamariskánál nagyobb termetű cserje.
A kisvirágú tamariska kedveli a nedves talajokat és a szikes talajt is jól viseli. Ágait apró 2–3 mm hosszú levélkék borítják. Virágzata 1–4 cm hosszú apró rózsaszín virágokból áll össze. Kicsiny virágai 4 sziromlevélből állnak össze. A kisvirágú tamariska az Amerikai Egyesült Államokban invazív fajnak számít.

## Fordítás
Ez a szócikk részben vagy egészben  a   Tamarix parviflora című angol Wikipédia-szócikk ezen változatának fordításán alapul.  Az eredeti cikk szerkesztőit annak laptörténete sorolja fel. Ez a jelzés csupán a megfogalmazás eredetét és a szerzői jogokat jelzi, nem szolgál a cikkben szereplő információk forrásmegjelöléseként.